# Benthosema glaciale
Benthosema glaciale is een straalvinnige vis uit de familie van de lantaarnvissen (Myctophidae), die voorkomt in de Noordelijke IJszee, het noordwesten, het noordoosten en het oosten van de Atlantische Oceaan en in de Middellandse Zee.

## Beschrijving
Benthosema glaciale kan een lengte bereiken van 10 centimeter en kan maximaal 8 jaar oud worden. Het lichaam van de vis heeft een langgerekte vorm. De kop is duidelijk convex.
De vis heeft één rugvin en één aarsvin. De rugvin heeft 13 tot 14 vinstralen en de aarsvin 17 tot 19 vinstralen.

## Leefwijze
Benthosema glaciale is een zoutwatervis die voorkomt in diep water. De soort is voornamelijk te vinden in zeeën en oceanen op een diepte van maximaal 850 meter.
Het dieet van de vis bestaat hoofdzakelijk uit zoöplankton.

## Relatie tot de mens
Benthosema glaciale is voor de visserij van potentieel belang. De soort staat niet op de Rode Lijst van de IUCN.